# 메살리안파
메살리안파(Messalians) 또는 에우키테스파(Euchites)는 메소포타미아에서 유래하여 소아시아(현재의 터키)와 트라키아로 퍼진 기독교의 종파였다. "메살리안"이라는 이름은 "기도하는 자"를 의미하는 시리아어 ܡܨܠܝܢܐ (mṣallyānā)에서 온 것이며, "에우키테스"라는 이름은 같은 뜻의 헬라어 εὐχίτης (euchitēs)에서 온 것이다.

## 같이 보기
- 보고밀파
- 카타리파